# اندیس سنگ تزئینی وردنجان
سنگ تزئینی وردنجان یک اندیس مصالح ساختمانی است که در حوالی شهر شهرکرد استان چهارمحال و بختیاری قرار دارد و مادهٔ معدنی موجود در آن، سنگ تزئینی است.سنگ میزبان این اندیس کرتاسه است  